# Ritmo e felicità/Radames (II puntata)
Ritmo e felicità/Radames (II puntata) è un 78 giri del gruppo musicale italiano Quartetto Vocale Cetra, pubblicato nel maggio del 1942.

## Tracce
LATO A
1. Ritmo e felicità (Angelo Brigada)

LATO B
1. Radames (II puntata) (testo: Age – musica: Virgilio Savona)

## Formazione
- Virgilio Savona - voce
- Enrico De Angelis - voce
- Tata Giacobetti - voce
- Felice Chiusano - voce

### Altri musicisti
- Orchestra della Rivista - orchestra (lato A)
- Orchestra della Canzone - orchestra (lato B)
- Carlo Zeme - direttore d'orchestra (lato A)
- Cinico Angelini - direttore d'orchestra (lato B)